# Oftersheim
Oftersheim è un comune tedesco di 10 086 abitanti, situato nel land del Baden-Württemberg.